# Coelogyne tomentosa
Coelogyne tomentosa é uma espécie de orquídea (Orchidaceae) do Sudeste Asiático.